# 청송군·영덕군 (1988년 선거구)
청송군·영덕군은 대한민국의 옛 국회의원 선거구이다. 당시 경상북도 청송군, 영덕군 지역을 관할했다.

## 역사
제13대 국회의원 선거를 앞두고 영덕군·청송군·울진군 선거구에서 분리되면서 신설되었다.
제16대 국회의원 선거를 앞두고 영양군을 편입해 청송군·영양군·영덕군 선거구를 이루게 되면서 폐지되었다.

## 역대 국회의원
| 선거   | 정당 | 정당       | 의원   |
| ------ | ---- | ---------- | ------ |
| 1988년 |      | 민주정의당 | 황병우 |
| 1992년 |      | 통일국민당 | 김찬우 |
| 1996년 |      | 신한국당   | 김찬우 |

## 역대 선거 결과

### 대한민국 제13대 국회의원 선거
|  | 44.54% |

|  | 43.88% |

|  | 9.24% |

|  | 2.32% |

### 대한민국 제14대 국회의원 선거
|  | 49.95% |

|  | 43.03% |

|  | 3.65% |

|  | 2.53% |

|  | 0.82% |

### 대한민국 제15대 국회의원 선거
|  | 30.97% |

|  | 28.56% |

|  | 14.44% |

|  | 7.70% |

|  | 6.93% |

|  | 4.62% |

|  | 4.61% |

|  | 2.12% |